# المنظمة التونسية للتربية والأسرة
المنظمة التونسية للتربية والأسرة هي منظمة تونسية تعود جذورها إلى الستينات وتعنى بما يتعلق بالتربية والتعليم والأسرة. وفد حصلت على تأشيرة العمل القانوني منذ ظهورها، ثم وفي عام 1971 صنفت ضمن الجمعيات ذات المصلحة العامة وذلك بمقتض الأمر عدد 262 بتاريخ 15 جويلية 1971.

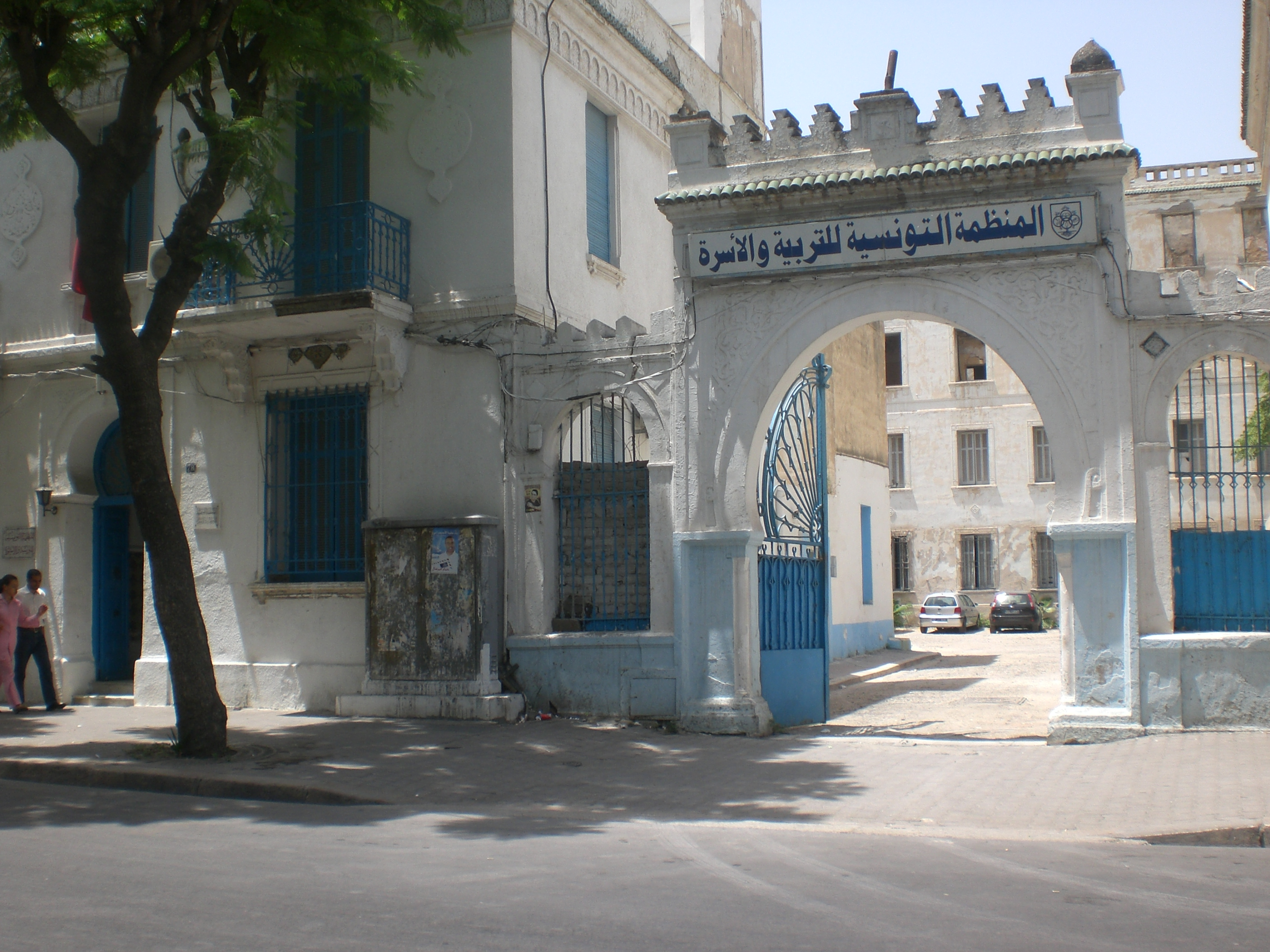
مقر منظمة التربية والأسرة بتونس

## تاريخها
ظهرت هذه المنظمة في البداية تحت اسم جامعة أولياء التلاميذ حيث ضمت أولياء تلامذة المدارس الابتدائية والثانوية والفنية والمهنية. وكان ذلك عام 1964 وقد عقدت هذه الجامعة مؤتمرا أول في 3 سبتمبر 1966، وفي مؤتمرها الثاني الذي انعقد في 27 ديسمبر 1968 تحولت إلى الاسم الحالي المنظمة التونسية للتربية والأسرة.

## أهدافها
حددت أهداف المنظمة طبقا لقانونها الأساسي الأول فيما يلي:
- العناية بالأسرة والنهضة بها ورعايتها ليتدعم كيانها وتصبح خلية وعي وتقدم قادرة على تأدية وظيفتها التربوية والاجتماعية والاقتصادية..
- العناية بالتلامذة في مختلف مراحل التعليم.
- توثيق الصلة وتوفير التعاون بين الأسرة والمدرسة من جهة وبين الأسرة والمجتمع بمختلف مؤسساته من جهة أخرى.

وقد أعيدت صياغة تلك الأهداف لتصبح:
- المساهمة في دعم كيان الأسرة وتعزيز تماسكها ودورها في المجتمع.
- العناية بالناشئة من أجل التجذر في هويتها الوطنية.

## مؤتمراتها
- المؤتمر الأول: (25- 26 جويلية 1970) ؛
- المؤتمر الثاني: (25 - 27 أوت 1972) ؛
- المؤتمر الثالث: (19- 20 جويلية 1974) ؛
- المؤتمر الرابع: (8 جويلية 1976 ؛
- المؤتمر الثامن : (19- 20 سبتمبر 1980) ؛
- المؤتمر الثاني عشر (الأخير): (28- 29 جويلية 2007

## مسيروها
ترأس هذه المنظمة منذ كانت تحمل اسم جامعة أولياء التلامذة الحبيب قرفال،استمر على رأسها إلى عام 1992 ثم ترأسها إلى عام 2001 كمال الحاج ساسي وترأسها فيما بين 2001 و2007 حاتم بن عثمان، وتولى رئاستها بين 2007 و 2011 سالم المكي ويتولى رئاستها منذ 2011 محمود مفتاح.

## هياكلها الفرعية
للمنظمة 28 مكتب جهوية في الولايات، ويتركب كل مكتب من 20 عضوا. كما لها مكاتب محليو وعددها 256 يتكون المكتب الواحد من 17 عضوا.

## مشاريعها
تقوم المنظمة بدور مباشر في إطار النظام التربوي حيث تشرف على مؤسسات تعليمية خاصة (46 مؤسسة، 100 قسم تحضيري، 4 مركبات تربوية مندمجة بتونس، المنستير، المهدية وصفاقس.

## علاقاتها الخارجية
ترتبط المنظمة مع عدد كبير من المنظمات الدولية بعلاقات تعاون، ومن بينها، وهي:
- عضو مراقب بالمجلس الاقتصادي والاجتماعي للأمم المتحدة.
- عضو في الاتحاد الدولي للمؤسسات العائلية.
- عضو في الجامعة الدولية لتربية الأولياء.
- عضو في الاتحاد العالمي لرعاية الطفولة والمراهقة.
- عضو في الجامعة العالمية للأولياء.
- عضو مؤسس في المنظمة العالمية للأسرة.
- عضو مؤسس في المنظمة العربية للأسرة.
- عضو مؤسس في الاتحاد المغاربي للمؤسسات العائلية.
- عضو مؤسس في المنظمة الإفريقية للأسرة.

## وصلة خارجية
التعريف بالمنظمة التونسية للتربية والأسرة
1. ↑  وصلة مرجع: https://ngocongo.org/member-organizations/, . الوصول: 8 فبراير 2025.